# Lena Hentschel
Lena Hentschel (17 de junho de 2001) é uma saltadora alemã, medalhista olímpica.

## Carreira
Hentschel conquistou a medalha de bronze nos Jogos Olímpicos de Verão de 2020 em Tóquio na prova de trampolim 3 m sincronizado feminino, ao lado de Tina Punzel, após somarem 284.97 pontos.